# Adachia
Adachia (лат.) — род мух-зеленушек (Dolichopodidae) отряда Двукрылые.

## Описание
Задние края тергитов брюшка с длинными волосками. Вентральная поверхность бёдер без крепких щетинок. Иногда щетинки имеются на средних бёдрах, но они слабее, чем вентральные щетинки на средних голенях.

## Классификация
Род объединяет шесть видов эндемичных для Гавайских островов.
- Adachia apicenigra  (Parent, 1939)
- Adachia hispida  (Hardy et Kohn, 1964)
- Adachia nigripedis  (Hardy et Kohn, 1964)
- Adachia nudata  (Hardy et Kohn, 1964)
- Adachia obscurifacies  (Parent, 1939)
- Adachia williamsi  (Hardy et Kohn, 1964)